# ليليان بالمر
ليليان بالمر (بالإنجليزية: Lillian Palmer)‏ (و. 1913 – مارس 2001 م) هي عداءة سريعة كندية، ولدت في فانكوفر، شاركت في الألعاب الأولمبية الصيفية 1932، توفيت في فانكوفر.
.

## روابط خارجية
- ليليان بالمر على موقع اللجنة الأولمبية الدولية (الإنجليزية)
- ليليان بالمر على موقع أوليمبيديا (الإنجليزية)